# دی‌ال صلیب
دی‌ال صلیب یک ستاره است که در صورت فلکی چلیپا قرار دارد.